# Alfredo Bortoluzzi
Alfredo Bortoluzzi (Karlsruhe, 21 dicembre 1905 – Peschici, 20 dicembre 1995) è stato un pittore, ballerino e coreografo tedesco.

## Biografia

### La formazione
Nacque in Germania, a Karlsruhe, il 21 dicembre 1905, dal mosaicista veneziano Eugenio e da Elvira Baldelli, stilista nativa di Pergola. Trascorse la prima infanzia a Venezia poi, insieme ai genitori, si trasferì in Germania, di nuovo a Karlsruhe, dove completò la sua istruzione di base: il tedesco, infatti, era la sua lingua madre, nonostante il forte legame con la tradizione culturale del paese d'origine dei genitori.
Frequentò prima il liceo artistico di Karlsruhe, la Badischen Kunsthochschule e la Radierschule, dove ebbe per maestro, tra gli altri, Walter Conz. Dal 1927 al 1929, studiò al Bauhaus di Dessau, frequentando i corsi di Josef Albers, Oskar Schlemmer, Vasilij Kandinskij e Paul Klee. Con quest'ultimo, in particolare, strinse un'intensa amicizia: fu in primo luogo Klee a generare in Bortoluzzi la concezione della pittura come “gioco con le cose ultime”. In quegli anni frequentò anche la scuola di danza classica di Eugenia Eduardova a Berlino.
Intanto, era morto il padre e Bortoluzzi, per pagarsi gli studi, fu costretto ad andare a lavorare a Berlino, presso l'Agenzia Tomson, dividendo lo studio con Ed Fisher e sua moglie Grit Kallin, anch'essi allievi del Bauhaus e con i quali, da allora in poi, fu legato da grande amicizia.
Bortoluzzi espose per la prima volta nel 1930, a Berlino, in una collettiva degli artisti del Bauhaus organizzata da Ernest Kallai presso la Galleria Moeller. L'anno seguente espose, sempre a Berlino, alla Galleria Flechteim, insieme ai suoi maestri.
Un episodio traumatico, nel 1933, lo costrinse a rinunciare temporaneamente alla pittura. Le sue opere, infatti, erano esposte tra quelle di altri amici a Düsseldorf, nella Mostra degli artisti del Bauhaus che venne chiusa e sequestrata dai nazisti che definirono quella del Bauhaus “arte degenerata”.

### Dall'arte figurativa al balletto
Da quel momento, l'attività di quegli artisti fu posta sotto stretta sorveglianza da parte del regime di Hitler. Costretti all'inattività dalla censura di Stato, molti esponenti del Bauhaus, nel 1936, lasciarono la Germania. Bortoluzzi si trasferì a Parigi, dove studiò il balletto classico nella Ecole de danse diretta da Ljubov' Nikolaevna Egorova e cercò di mettere a frutto gli insegnamenti in materia di teatro ricevuti al Bauhaus, sia nella scenografia che nella coreografia.
Nel 1937 vinse il primo premio di carattere e il secondo per la danza classica al Concours de danse théatrale di Parigi. Serge Lifar, che faceva parte della giuria, lo assunse come solista per il suo balletto russo. Nello stesso anno, il critico Egon Vietta organizzò un'altra collettiva di artisti del Bauhaus, a Milano, nella galleria Il Milione: anche qui erano presenti le opere di Bortoluzzi.
A partire dal 1938, fu in tournée in molti teatri d'Europa a fianco di grandi personalità, tra cui Herbert von Karajan. Collaborò anche con il musicista Carl Orff, l'autore dei Carmina Burana. Sia la critica che il pubblico mostrarono di apprezzare il talento e l'estro di Bortoluzzi. Tra il 1940 e il 1943 fu ballerino e coreografo presso il teatro comunale di Breslan.
Dopo l'8 settembre 1943, a causa del suo cognome italiano, fu tenuto prigioniero nei pressi di Auschwitz. Di giorno era costretto a scavare trincee e di sera doveva ballare per i soldati tedeschi. Riuscì a fuggire, insieme a un suo amico, il tenore e filosofo Fritz Lang.

### Il dopoguerra e il ritorno alla pittura
Dopo la guerra Bortoluzzi iniziò l'attività di coreografo e scenografo alla Badesches Staatstheater di Karlsruhe.
Nel 1946 l'attenzione del mondo pittorico tornò a concentrarsi sulle sue opere, grazie alla collettiva intitolata Mostra degli artisti proibiti dai nazisti, allestita ad Heidelberg, nella quale le creazioni di Bortoluzzi erano esposte insieme a quelle di Klee, Kandiskij ed altri.
Nel 1947 espose le proprie opere alla Kunstverein di Karlsruhe. Poi, organizzò altre mostre a Baden-Baden nel 1948, a Colonia nel 1950 e ad Essen nel 1954. Nel frattempo, proseguiva il suo impegno artistico nel mondo del balletto: tra il 1951 e il 1952 insegnò danza presso il teatro comunale di Bielefeld e curava le scenografie presso il teatro dell'Opera di Essen.
Un grave infortunio (la frattura di un ginocchio) lo costrinse, però, a lasciare definitivamente il teatro.

### Il trasferimento a Peschici
Nel 1958, nonostante il valore della sua opera pittorica fosse unanimemente riconosciuto dai maggiori critici europei, si ritirò a Peschici, un piccolo paese della provincia di Foggia, insieme all'amico Fritz Lang. Nella cittadina pugliese, come annotò nei suoi Frammenti..., riprese il suo "lavoro di pittore".
I paesaggi del Gargano furono per lui una fonte inesauribile di ispirazione che influì grandemente nella evoluzione del linguaggio più maturo dell'opera bortoluzziana. Dopo il grigiore, metaforico e reale, che la guerra aveva portato nella vita degli artisti di quella generazione, il Gargano rappresentò la rinascita, con il suo sole, la natura da vivere quotidianamente con un rapporto simbiotico, gli splendidi colori del promontorio pugliese. Sono gli anni in cui riprende, con intensità, l'attività espositiva di Bortoluzzi, che allestì numerose personali e partecipò ad importanti rassegne: a Lecco nel 1967, a Rovereto nel 1968, a Torino e Padova nel 1969, alla Galleria "Carlo Levi" di Milano nel 1970, a Roma nel 1971, a Palazzo Giusti Verona nel 1974 (tornerà nella città scaligera nel 1981 con una mostra nella Casa di Giulietta). Nel 1968, a Stoccarda, fu tra i protagonisti della rassegna intitolata 50 Jahre Bauhaus, poi divenuta itinerante nel mondo.
Anche la provincia di Foggia rese omaggio a Bortoluzzi, prima nel 1975 con una personale presso la Galleria Agorà di Foggia, poi, nel 1983 con un'ampia retrospettiva presso la Galleria d'arte moderna di Palazzo Dogana (la sede dell'ente) con un catalogo firmato da Carlo Munari.
Alfredo Bortoluzzi apriva la sua casa agli amanti dell'arte ed erano in tanti gli amici e i visitatori che ammetteva nel suo studio. Molti «continuavano a cercare e sollecitare i racconti di uno degli ultimi testimoni di quella che era stata forse la più formidabile avventura artistica del secolo scorso: certamente quella che aveva ed ha prodotto i lasciti più numerosi e disparati in tutti i campi della ideazione, della progettazione e della realizzazione di opere e di "oggetti artistici” in un senso che veniva definitivamente consegnato alla modernità. Tra i numerosi ospiti vi furono Libero Montesi, Carlo Munari, Gisela Barche e Mario Botta e tanti tantissimi giornalisti, critici e artisti pugliesi».
Nel 1985, Bortoluzzi partecipò alla rassegna degli artisti del Bauhaus alla Galeria Berus di Filadelfia. Nello stesso anno, tenne una personale a Peschici, presso il Museo civico, e iniziò a lavorare alla Via Crucis per la chiesa madre della cittadina garganica.
Nel 1990 allestì una personale a San Marino dove qualche settimana tenne un ciclo di lezioni sulla didattica del Bauhaus nell'ambito della terza edizione di "Arte giovane". Nel 1991, la Galleria l'Arc 94 di Foggia ospitò un'altra sua personale.
Trascorse gli ultimi anni senza mai interrompere le sue creazioni artistiche.
Dopo la sua morte, le opere di Bortoluzzi sono state presentate in numerose rassegne internazionali e in importanti retrospettive, tra cui: Bauhaus 1919-1933 da Klee a Kandinskij da Gropius a Mies van der Rohe, Milano, 1996/1997, Fondazione Mazzotta; Abstracta, L'altra arte degenerata, Bolzano, 1997; Automi, marionette ballerine nel teatro d'avanguardia, MART, Trento-Rovereto, 2000/2001. Molto importante la retrospettiva intitolata Alfredo Bortoluzzi – la lezione del Bauhaus, organizzata da Mario Botta, nel 2001, nel Museo d'arte di Mendrisio.

## Il Fondo Alfredo Bortoluzzi
A poco più di dieci anni dalla morte di Bortoluzzi, Domenico Mazzone affrontò il problema del destino delle opere del maestro che aveva ereditato, per evitare la loro dispersione.
Nella primavera del 2008, auspice il foggiano Giuseppe Marchesiello, «tra i primi assidui frequentatori del Gargano e di Bortoluzzi, Domenico Mazzone propone alla Fondazione dei Monti Uniti di Foggia (già Fondazione Banca del Monte di Foggia) di acquisire l'intera collezione di opere in suo possesso quale erede universale dell'Artista. Obiettivo esplicitamente dichiarato dell'iniziativa è quello di garantire la conservazione unitaria di quel patrimonio all'interno dell'area che egli aveva eletto a nuova patria affettiva ed esistenziale».
L'allora presidente della Fondazione, Francesco Andretta, chiese la collaborazione, in qualità di consulenti, di due esperti e critici d'arte, Guido Pensato e Gaetano Cristino. Dopo un periodo in cui le opere vennero catalogate e valutate, la Fondazione dei Monti Uniti procedette all'acquisto, istituendo nel 2010 anche il “Fondo Alfredo Bortoluzzi”, emanazione della Fondazione, affidato alla cura scientifica di Pensato e Cristino e deputato alla conservazione, allo studio e alla valorizzazione delle opere di Bortoluzzi.
L'impegno del Fondo è iniziato nel dicembre 2010, con la prima di un ciclo di mostre tematiche e con la pubblicazione del primo dei “Quaderni”, volumi che contengono approfondimenti sulla vita e le opere di Bortoluzzi oltre al catalogo delle opere esposte nella corrispondente mostra.
Le mostre organizzate dalla Fondazione attraverso il Fondo e curate da Gaetano Cristino e Guido Pensato sono state:
- dal 18 dicembre 2010 al 9 gennaio 2011: Personae: autroritratti ritratti e maschere.
- dal 7 dicembre 2011 al 15 gennaio 2012: I luoghi della vita e dell'arte.
- dal 30 marzo al 7 aprile 2012: Alfredo Bortoluzzi e il Sacro. Disegni per la via crucis
- dal 7 dicembre 2012 al 13 gennaio 2013: Alfredo Bortoluzzi astrattista
- dal 7 dicembre 2013 all'8 febbraio 2014: Alfredo Bortoluzzi. La Danza
- dal 30 gennaio al 27 febbraio 2016: Alfredo Bortoluzzi. Dal Bauhaus al mare. Opere su carta 1924 – 1995